# استنلی گالیمور
استنلی گالیمور (انگلیسی: Stanley Gallimore; ۱۴ آوریل ۱۹۱۰ – تاریخ ورودی نامعتبر است) بازیکن فوتبال اهل بریتانیا بود.
از باشگاه‌هایی که در آن بازی کرده‌است می‌توان به باشگاه فوتبال ویتون آلبیون، باشگاه فوتبال نورتویچ ویکتوریا، باشگاه فوتبال منچستر یونایتد، و باشگاه فوتبال آلترینچام اشاره کرد.